# KNBC
KNBC è un'emittente televisiva locale statunitense, che trasmette a Los Angeles, sul canale 4. Questa emittente appartiene alla NBC.

## Storia
Nata il 16 gennaio 1949 come KNBH, dal 12 giugno 2009 ha abbandonato le trasmissioni nella televisione analogica terrestre. Infatti attualmente trasmette solo su digitale terrestre. Il segnale digitale della rete è rimasta nel canale UHF 36, transizione precedente alla conversione al digitale terrestre, usando così il PSIP per visualizzare il canale virtuale della stazione come 4.